# Komisariat Straży Granicznej „Krempna”

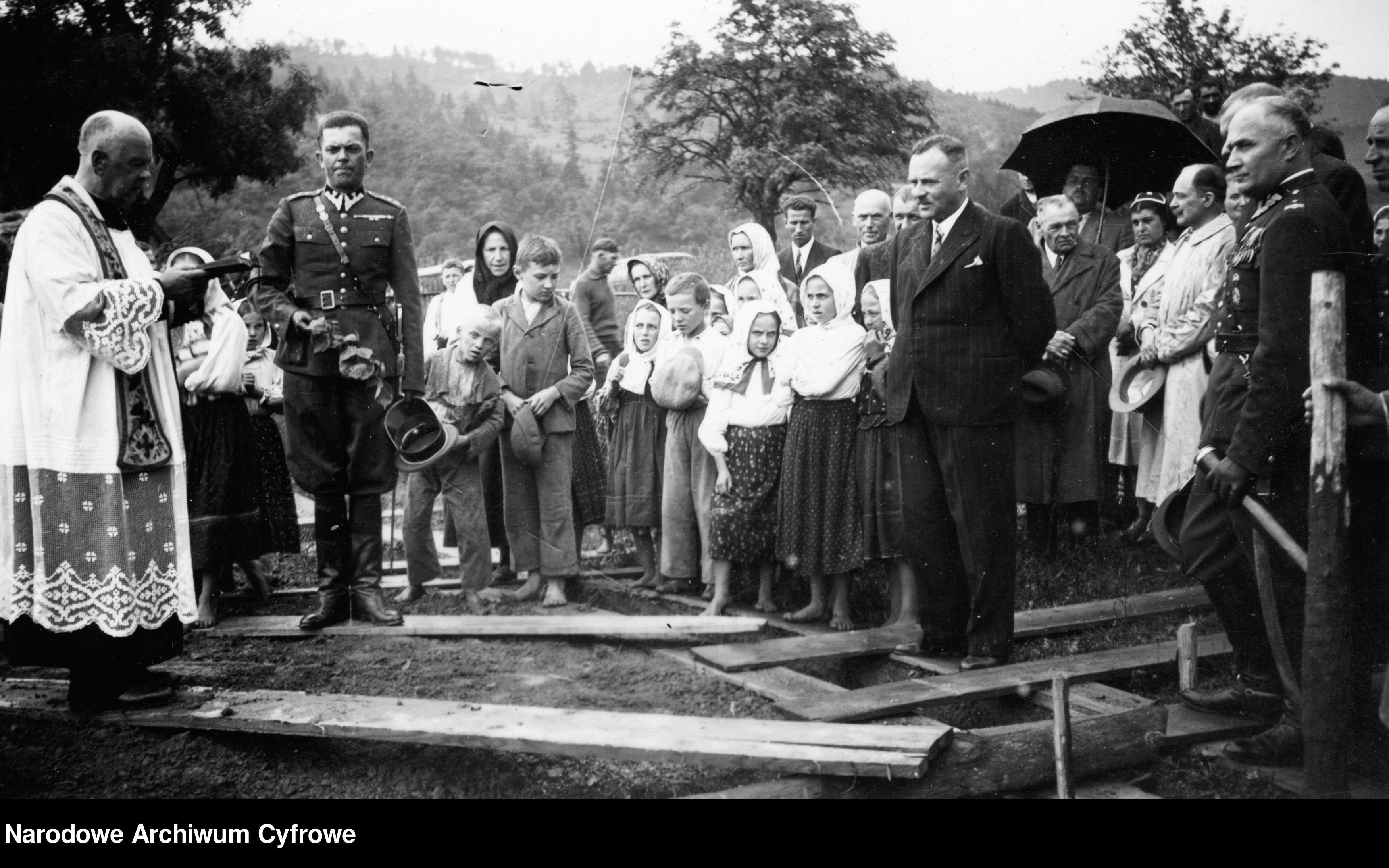
Poświęcenie kamienia węgielnego pod budowę kościoła w Krempnej w 1939 r. Drugi od lewej pkom. SG Stanisław Dragan

Komisariat Straży Granicznej „Krempna” – jednostka organizacyjna Straży Granicznej pełniąca służbę ochronną na granicy polsko-czechosłowackiej w latach 1928–1939.

## Formowanie i zmiany organizacyjne
W drugiej połowie 1927 przystąpiono do gruntownej reorganizacji Straży Celnej. W praktyce skutkowało to rozwiązaniem tej formacji granicznej.
Rozporządzeniem Prezydenta Rzeczypospolitej Polskiej Ignacego Mościckiego z 22 marca 1928 roku, do ochrony północnej, zachodniej i południowej granicy państwa, a w szczególności do ich ochrony celnej, powoływano z dniem 2 kwietnia 1928 roku  Straż Graniczną.
Rozkazem nr 5 z 16 maja 1928 roku w sprawie organizacji Małopolskiego Inspektoratu Okręgowego dowódca Straży Granicznej gen. bryg. Stefan Pasławski przydzielił komisariat „Jaśliska” z podkomisariatem „Polany” do Inspektoratu Granicznego nr 19 „Nowy Zagórz” i określił jego strukturę organizacyjną.
Rozkazem nr 7 z 25 września 1929 roku w sprawie reorganizacji i zmian dyslokacji Małopolskiego Inspektoratu Okręgowego komendant Straży Granicznej płk Jan Jur-Gorzechowski określił numer i strukturę komisariatu Straży Granicznej „Krempna”. (Na bazie podkomisariatu „Polany”).
Rozkazem nr 4/31 zastępcy komendanta Straży Granicznej płk. Emila Czaplińskiego z 20 października 1931 roku zmieniono nazwę placówki II linii „Polany” na „Krempna”.
Rozkazem nr 3 z 23 czerwca 1934 roku w sprawach [...] zmian przydziałów, komendant Straży Granicznej płk Jan Jur-Gorzechowski wyłączył placówkę I linii „Barwinek” z komisariatu Straży Granicznej „Krempna” i przydzielił do komisariatu Straży Granicznej „Jaśliska”.
Rozkazem nr 1 z 27 marca 1936 roku  w sprawach [...] zmian w niektórych inspektoratach okręgowych, komendant Straży Granicznej płk Jan Jur-Gorzechowski wyłączył placówkę Straży Granicznej I linii „Radocyna” z komisariatu „Gładyszów” i włączył do komisariatu „Krempna”.
Rozkazem nr 13 z 31 lipca 1939 roku w sprawach [...] przeniesienia siedzib i zmiany przydziałów jednostek organizacyjnych, komendant Straży Granicznej gen. bryg. Walerian Czuma wydzielił placówkę I linii „Olchowiec” „Huta Polańska” z komisariatu „Krępna” i przydzielił go do komisariatu „Posada Jaśliska”.
Rozkazem nr 13 z 31 lipca 1939 roku w sprawach [...] przeniesienia siedzib i zmiany przydziałów jednostek organizacyjnych, komendant Straży Granicznej gen. bryg. Walerian Czuma wydzielił placówkę I linii „Konieczna” z komisariatu „Ujście Ruskie” i przydzielił go do komisariatu „Krempna”.

## Służba graniczna
Sąsiednie komisariaty:
- komisariat Straży Granicznej „Gładyszów” ⇔ komisariat Straży Granicznej „Jaśliska” − 1935[9]

## Funkcjonariusze komisariatu
| Kierownicy/komendanci komisariatu | Kierownicy/komendanci komisariatu | Kierownicy/komendanci komisariatu | Kierownicy/komendanci komisariatu |
| stopień                           | imię i nazwisko                   | okres pełnienia służby            | kolejne stanowisko                |
| --------------------------------- | --------------------------------- | --------------------------------- | --------------------------------- |
| aspirant                          | Józef Pawłusiewicz                | był w 1929                        |                                   |
| podkomisarz                       | Stanisław Dragan                  | 6 XII 1933 – 1939                 |                                   |
| Zastępcy komendanta komisariatu   |                                   |                                   |                                   |
| starszy strażnik                  | Włodzimierz Waruszyński           | 1 V 1939 –                        |                                   |

## Struktura organizacyjna
Organizacja komisariatu we wrześniu 1929, w 1931:
- 4/19 komenda − Krempna (37,5 km)
- placówka Straży Granicznej I linii „Grab”
- placówka Straży Granicznej I linii „Huta Polańska”
- placówka Straży Granicznej I linii „Olchowiec”
- placówka Straży Granicznej I linii „Barwinek” → w 1934 włączono w skład komisariatu „Jaśliska”
- placówka Straży Granicznej II linii „Polany”  → w 1931 zmieniono nazwę na „Krempna”

Organizacja komisariatu w 1935:
- komenda − Krempna
- placówka Straży Granicznej I linii „Grab”
- placówka Straży Granicznej I linii „Huta Polańska”
- placówka Straży Granicznej I linii „Olchowiec”
- placówka Straży Granicznej II linii „Krempna”